# Девін Сетогучі
Девін Сетогучі (англ. Devin Setoguchi; 1 січня 1987, м. Табер, Канада) — канадський хокеїст, правий нападник. Виступає за «Міннесота Вайлд» у Національній хокейній лізі.
Виступав за «Саскатун Блейдс» (ЗХЛ), «Принс-Джордж Кугарс» (ЗХЛ), «Сан-Хосе Шаркс», «Вустер Шаркс» (АХЛ).
В чемпіонатах НХЛ — 316 матчів (99+86), у турнірах Кубка Стенлі — 48 матчів (14+10).
У складі юніорської збірної Канади учасник чемпіонату світу 2005.
Досягнення
- Срібний призер юніорського чемпіонату світу (2005).